# Anthony Stanford
 (juillet 2022).
Si vous disposez d'ouvrages ou d'articles de référence ou si vous connaissez des sites web de qualité traitant du thème abordé ici, merci de compléter l'article en donnant les références utiles à sa vérifiabilité et en les liant à la section « Notes et références ».
Anthony Stanford, né le 3 décembre 1971 aux États-Unis, est un joueur et entraîneur français de basket-ball. Il occupe actuellement le poste d'entraîneur adjoint d'Alexandre Ménard au Boulazac Basket Dordogne.

## Biographie
Anthony Stanford commence sa carrière en NCAA I pour les Zips de l'université d'Akron en 1990. Après un passage à Atlanta Trojans, il signe son premier contrat professionnel à Taiwan. La saison suivante, il effectue un court séjour en Chine avant d'arriver en France au club de Besançon.
Il passe 10 ans en LNB avant de prendre sa retraite avec une dernière expérience à Lille.
L'arrière américain devient alors entraîneur adjoint de Nikola Antić à Châlons-en-Champagne pendant 3 saisons, puis le suit à Antibes et Boulazac.

## Clubs successifs

### Joueur
- 1990-1994 :  Akron University
- 1995-1996 :  Atlanta Trojans
- 1997-1999 :  Luckipar
- 1999-2000 :  Liaoning Flying Leopards
- 2000 :  Besançon
- 2000-2001 :  JA Vichy
- 2001-2005 :  Chalons en Champagne
- 2005-2006 :  Aix Maurienne
- 2006-2007 :  Trappes
- 2007-2008 :  Chalons en Champagne
- 2008-2010 :  Lille[1]